# Фетер-Саунд (Флорида)
Фетэр-Саунд (англ. Feather Sound) — статистически обособленная местность, расположенная в округе Пинеллас (штат Флорида, США) с населением в 3597 человек по статистическим данным переписи 2000 года.

## География
По данным Бюро переписи населения США статистически обособленная местность Фетэр-Саунд имеет общую площадь в 36,52 квадратных километров, из которых 10,88 кв. километров занимает земля и 25,64 кв. километров — вода. Площадь водных ресурсов округа составляет 70,21 % от всей его площади.
Статистически обособленная местность Фетэр-Саунд расположена на высоте уровня моря.

## Демография
| Год переписи        | Нас. |  | %±    |
| ------------------- | ---- |  | ----- |
| 1990                | 2690 |  | —     |
| 2000                | 3597 |  | 33,7% |
| 1990–2000 Источник: |      |  |       |

По данным переписи населения 2000 года в Фетэр-Саунд проживало 3597 человек, 943 семьи, насчитывалось 1909 домашних хозяйств и 2027 жилых домов. Средняя плотность населения составляла около 98,49 человек на один квадратный километр. Расовый состав населённого пункта распределился следующим образом: 93,86 % белых, 2,09 % — чёрных или афроамериканцев, 0,11 % — коренных американцев, 2,53 % — азиатов, 0,03 % — выходцев с тихоокеанских островов, 0,72 % — представителей смешанных рас, 0,67 % — других народностей. Испаноговорящие составили 4,06 % от всех жителей статистически обособленной местности.
Из 1909 домашних хозяйств в 15,6 % воспитывали детей в возрасте до 18 лет, 42,9 % представляли собой совместно проживающие супружеские пары, в 4,5 % семей женщины проживали без мужей, 50,6 % не имели семей. 40,1 % от общего числа семей на момент переписи жили самостоятельно, при этом 4,1 % составили одинокие пожилые люди в возрасте 65 лет и старше. Средний размер домашнего хозяйства составил 1,88 человек, а средний размер семьи — 2,54 человек.
Население статистически обособленной местности по возрастному диапазону по данным переписи 2000 года распределилось следующим образом: 13,5 % — жители младше 18 лет, 6,2 % — между 18 и 24 годами, 41,6 % — от 25 до 44 лет, 29,9 % — от 45 до 64 лет и 8,9 % — в возрасте 65 лет и старше. Средний возраст жителей составил 39 лет. На каждые 100 женщин в Фетэр-Саунд приходилось 100,1 мужчин, при этом на каждые сто женщин 18 лет и старше приходилось 99,0 мужчин также старше 18 лет.
Средний доход на одно домашнее хозяйство статистически обособленной местности составил 71 310 долларов США, а средний доход на одну семью — 92 181 доллар. При этом мужчины имели средний доход в 55 167 долларов США в год против 40 781 доллар среднегодового дохода у женщин. Доход на душу населения статистически обособленной местности составил 71 310 долларов в год. 0,8 % от всего числа семей в населённом пункте и 2,2 % от всей численности населения находилось на момент переписи населения за чертой бедности, при этом из них были моложе 18 лет и 5,3 % — в возрасте 65 лет и старше.